# Teucrium scordium
Espèce
Teucrium scordium, la Germandrée des marais ou Germandrée d'eau, est une espèce de plante à fleurs  de la famille des Lamiacées. C'est une plante herbacée originaire d'Eurasie et d'Afrique du Nord.

## Statut
Cette plante est protégée dans le Nord-Pas-de-Calais et inscrite dans la liste rouge de cette région comme taxon quasi menacé (Toussaint 2011).

## Liste des sous-espèces et variétés
Selon Tropicos (15 juillet 2013) (Attention liste brute contenant possiblement des synonymes) :
- sous-espèce Teucrium scordium subsp. glabrescens (Murata) Rech. f.
- sous-espèce Teucrium scordium subsp. scordioides Arcang.
- sous-espèce Teucrium scordium subsp. scordioides Maire & Petitm.
- sous-espèce Teucrium scordium subsp. scordium
- sous-espèce Teucrium scordium subsp. serratum (Benth.) Rech. f.
- variété Teucrium scordium var. glabrescens (Murata) Hedge & Lamond
- variété Teucrium scordium var. microphyllum A. Rich.
- variété Teucrium scordium var. serratum (Benth.) Hedge & Lamond